# Anthony Grdić
Antun Mile Grdić (Brisbane, 23 maggio 1975) è un ex calciatore australiano, di ruolo difensore.

## Palmarès

### Competizione nazionale
- Coppa di Croazia: 1

Hajduk Spalato: 1999-2000